# 維瑟巴赫河
50°47′4.23″N 7°43′54.3″E / 50.7845083°N 7.731750°E
維瑟巴赫河（德語：Wisser Bach），是德國的河流，位於該國西部，流經北萊茵-威斯特法倫州和萊茵蘭-普法爾茨州，屬於錫格河的支流，河道全長25.9公里，流域面積130平方公里。